# Cascada subterránea

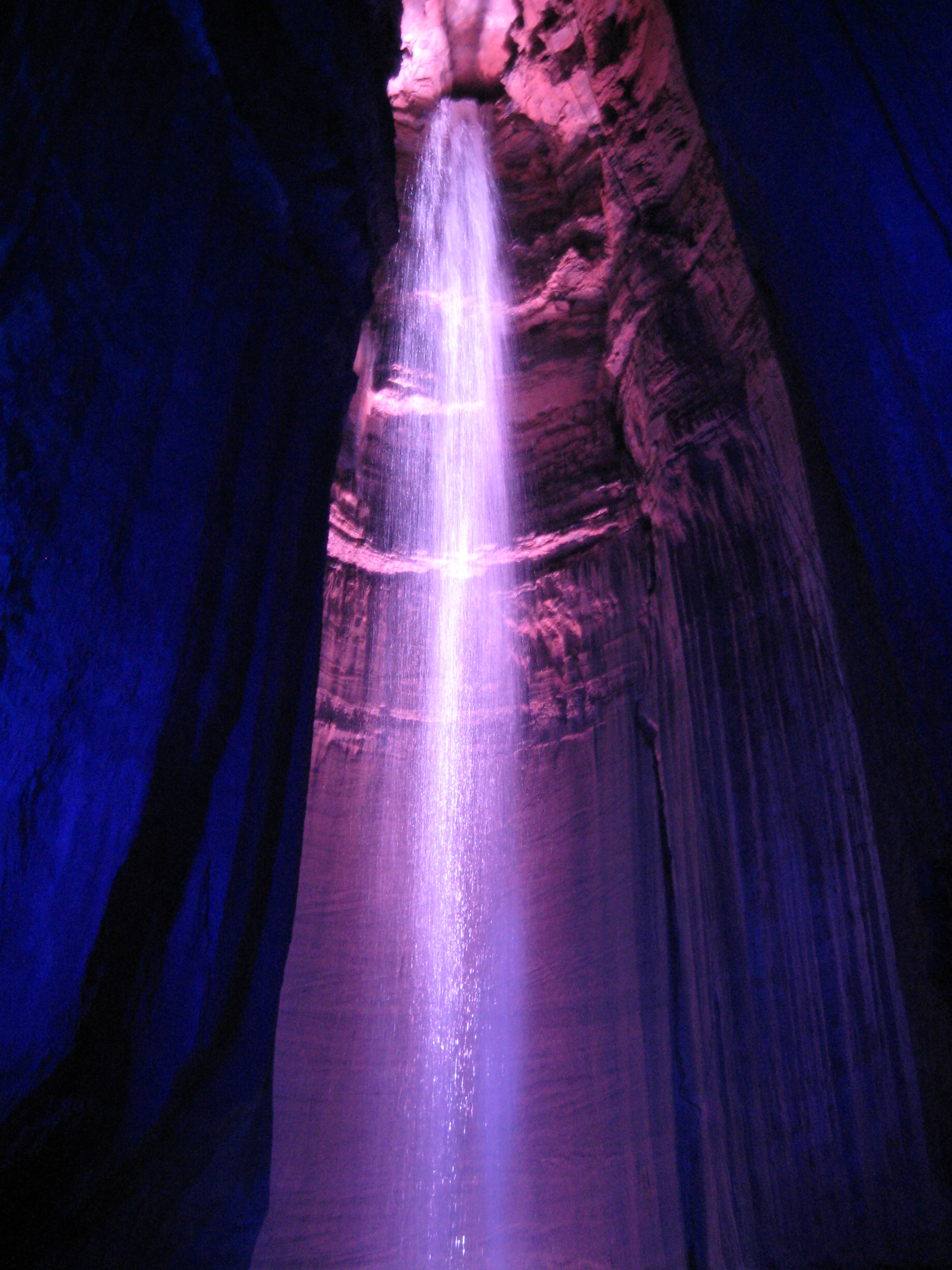
Ruby Falls es una cascada subterránea dentro de una cueva en Tennessee, Estados Unidos.

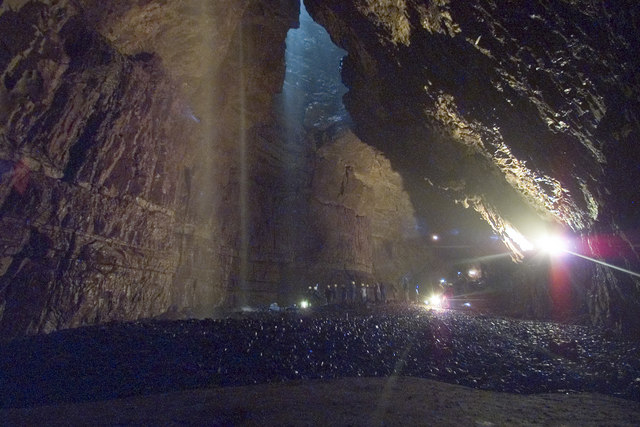
Galería principal de la cueva Gaping Gill con la cascada al fondo, Reino Unido.

Una cascada subterránea es una cascada ubicada bajo tierra, generalmente en una cueva o mina y pueden generarse por encima o por debajo del nivel del mar.
Son una característica común en los sistemas de cuevas donde hay estructuras geológicas verticales o casi verticales, que el proceso de meteorización puede explotar, y una pendiente suficiente entre la vertiente y el ascenso. Entre los ejemplos notables se incluyen Ruby Falls de 44 metros de altura, en Chattanooga, Tennessee y Gaping Gill en el parque nacional de Yorkshire Dales, Reino Unido, con una caída de 98 metros. La cascada subterránea más alta conocida se encuentra en la cueva Vrtoglavica en Eslovenia y tiene al menos 400 m.

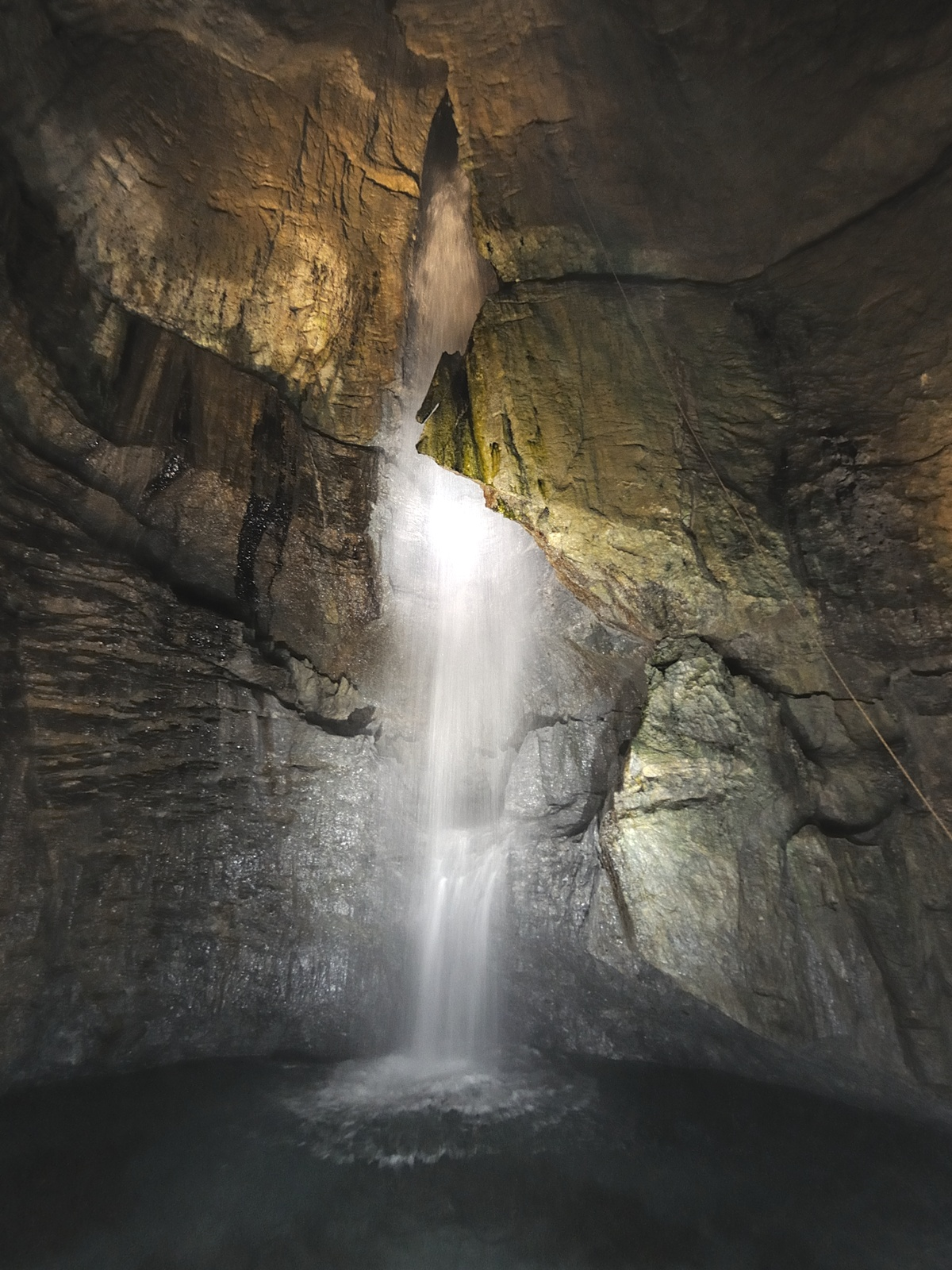
Cascada subterránea de la cueva de Rokando, Japón

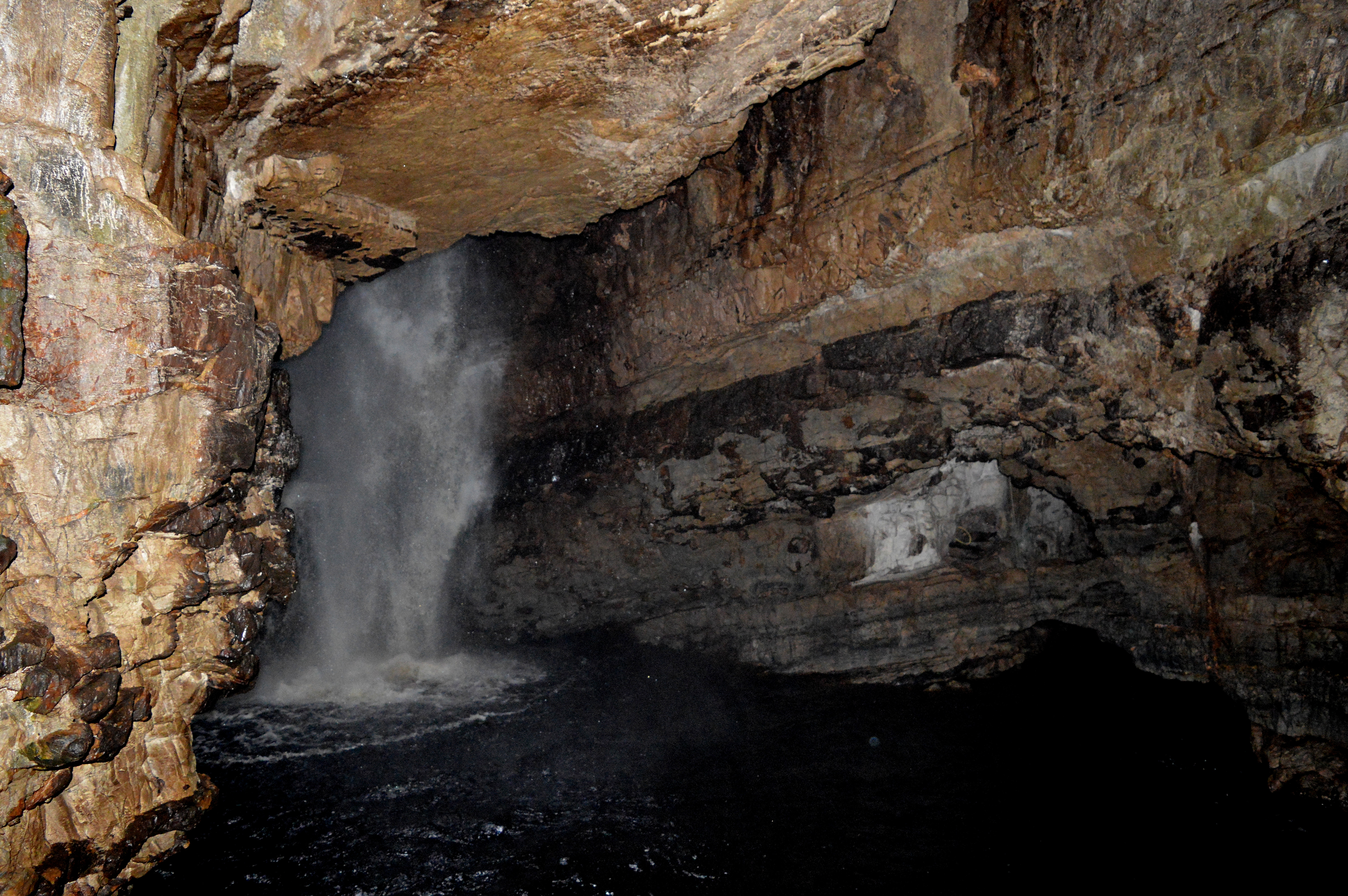
Cascada subterránea en la cueva de Smoo